# Dzigme Rinpocze
Dzigme Rinpocze lub Dzigmela (ur. 1949) – mistrz buddyzmu tybetańskiego szkoły karma kagyu. W 1975 roku, czyli na początku aktywności XVI Karmapy na Zachodzie, Dzigme Rinpocze został wyznaczony przez Karmapę jako jego duchowy przedstawiciel w Europie. Pod jego duchowym przewodnictwem znajduje się ośrodek buddyjski Dhagpo Kagyu Ling we Francji, główna siedziba XVI Karmapy w Europie. W grudniu 2011 roku lama Dzigme został mianowany przez XVII Karmapę Thaje Dordże na stanowisko generalnego sekretarza szkoły karma kagyu, jest także duchowym doradcą Diamond Way Foundation.

## Życiorys
Dzigme Rinopcze urodził się w 1949 roku w Derge, we Wschodnim Tybecie. W wieku 6 lat przybył do Tsurphu, głównego klasztoru Karmapów w Tybecie. W 1959 roku uciekając przed chińską agresją wraz z Karmapą i wieloma innymi mistrzami wyemigrował do Sikkimu, gdzie Karmapa założył klasztor Rumtek. W Rumteku Rinpocze otrzymał wszystkie przekazy szkoły karma kagyu bezpośrednio od XVI Karmapy.
We wczesnych latach siedemdziesiątych XVI Karmapa odwiedzał Europę, gdzie spotkał się z wieloma prośbami o nauki i przekazy. Karmapa pragnąc stworzyć niezbędne warunki dla rozwoju Dharmy w tej części świata, zostawił wyraźne instrukcje w postaci 5 życzeń: poprosił o wybudowanie shedry (uniwersytetu), biblioteki, centrum odosobnień medytacyjnych, klasztoru i założenie ośrodków Dharmy w całej Europie. 
W 1974 podczas pierwszej wizyty na Zachodzie Karmapa wskazał Dhagpo Kagyu Ling w Dordogne we Francji jako swoją centralną siedzibę w Europie, z Dzigme Rinpocze jako jego przedstawiciela. Karmapa powiedział wówczas: "W osobie Dzigme Rinpocze pozostawiam wam moje serce". Karmapa poprosił również Gendyna Rinpocze i Pało Rinpocze by nauczali tam i pomogli spełnić jego 5 życzeń. Życzenia zostały zrealizowane i dzisiaj reprezentują wizję i aktywność XVI Karmapy w Europie. Dzigme Rinpocze poza swymi zdolnościami organizacyjnymi jest również wielce szanowanym lamą. Wielu ludzi odniosło korzyść z jego głębokiej wiedzy i mądrości, zrozumienia zachodniego stylu, praktyczności, ciepła i poczucia humoru.

## Nauczyciele
Oprócz otrzymania głównych przekazów karma kagyu od Karmapy, Dzigme Rinpocze otrzymał również wiele nauk i inicjacji od Gendyna Rinpocze, Pało Rinpocze, Kalu Rinpocze, Dilgo Khyentse Rinpocze, a także wiele ważnych przekazów od Dudzioma Rinpocze, poprzedniego Sandzie Nienpy Rinpocze, poprzedniej Khandro Rinpocze i poprzedniego Gjaltrula Rinpocze.

## Książki Dzigme Rinpocze
- Mnich i Lama, Ojciec Robert Le Gall, Lama Jigme Rinpoche, Wydawnictwo Kos, 2002
- Świadomość każdej chwili, Dzigme Rinpocze, Wydawnictwo Hung, 2005
- Dojrzewanie wolności, Dzigme Rinpocze, Wydawnictwo Hung, 2005